# Giovanni Federico D'Amato
Giovanni Federico D'Amato ( n. 5 de abril de 1941 ) es un botánico italiano. Desarrolla actividades académicas en el Instituto de Botánica, de la Universidad de Roma La Sapienza. Realiza estudios biosistemáticos de las entidades taxonómicas de la Flora Italiana, y de la flora silvestre mediterránea.

## Algunas publicaciones
- giovanni f. D'Amato. 1997. Numeri cromosomici per la flora italianaInform. Bot. Ital. 29, 2-3: 280-282

- -----------------------------, r.i. De Dominicis. 1996. Heterochromatin pattern (nucleolar organiser regions and rDNA in Pancratium illyricum and P. maritimum (Amaryllidaceae). Cytobios, 85: 185-194

- r.i. De Dominicis, giovanni f. D'Amato 1994. Some data on ribosomal DNA in four species of Helleborus. Cytobios, 78: 227-234

- La abreviatura «D'Amato» se emplea para indicar a Giovanni Federico D'Amato como autoridad en la descripción y clasificación científica de los vegetales.[2]